# Горње Рашћане
Горње Рашћане су бивше насељено место у саставу града Вргорца, Сплитско-далматинска жупанија, Република Хрватска.

## Историја
До територијалне реорганизације у Хрватској налазило се у саставу старе општине Вргорац. Насеље је на попису 2001. године укинуто и спојено са бившим насељем Доње Рашћане у ново насеље Рашћане.

## Становништво
| Број становника по пописима | Број становника по пописима | Број становника по пописима | Број становника по пописима | Број становника по пописима | Број становника по пописима | Број становника по пописима | Број становника по пописима | Број становника по пописима | Број становника по пописима | Број становника по пописима | Број становника по пописима | Број становника по пописима | Број становника по пописима |
| --------------------------- | --------------------------- | --------------------------- | --------------------------- | --------------------------- | --------------------------- | --------------------------- | --------------------------- | --------------------------- | --------------------------- | --------------------------- | --------------------------- | --------------------------- | --------------------------- |
| 1857                        | 1869                        | 1880                        | 1890                        | 1900                        | 1910                        | 1921                        | 1931                        | 1948                        | 1953                        | 1961                        | 1971                        | 1981                        | 1991                        |
| 370                         | 0                           | 528                         | 629                         | 684                         | 787                         | 0                           | 0                           | 795                         | 384                         | 323                         | 204                         | 76                          | 47                          |

Напомена: Исказују се од 1948. У 1869, 1921. и 1931. подаци су садржани у бившем насељу Доње Рашћане. У 2001. спојено је у ново насеље Рашћане.

### Попис1991.
На попису становништва 1991. године, насељено место Горње Рашћане је имало 47 становника, следећег националног састава:
| Попис 1991.‍ | Попис 1991.‍ | Попис 1991.‍ | Попис 1991.‍ | Попис 1991.‍ |
| ----------- | ----------- | ----------- | ----------- | ----------- |
|             |             |             |             |             |
| Хрвати      | Хрвати      |             | 46          | 97,87%      |
| непознато   | непознато   |             | 1           | 2,12%       |
| укупно: 47  |             |             |             |             |